# Labidochromis chisumulae
Labidochromis chisumulae – gatunek słodkowodnej ryby z rodziny pielęgnicowatych (Cichlidae). 

## Występowanie
Gatunek endemiczny jeziora Malawi w Afryce, w okolicy Chisumulu Island.

## Opis
Samce osiągają do 8 cm, a samice do 6 cm długości. 
Dymorfizm płciowy: samiec jest większy, ma jasnoniebieskie ciało z niebieskimi lub czarnymi poprzecznymi pasami. Samica jest koloru białego, czasami ze słabymi szarymi pasami. Dojrzałość płciową osiągają przy rozmiarze 2,5–5 cm. 
| Zalecane warunki w akwarium | Zalecane warunki w akwarium                             |
| --------------------------- | ------------------------------------------------------- |
| Zbiornik                    | długość 100 cm                                          |
| Temperatura wody            | 24–27 °C                                                |
| Twardość wody               | twarda 8–25°n                                           |
| Skala pH                    | 7,3–8,8                                                 |
| Pokarm                      | płatkowany, granulaty, dafnie, larwy komarów i krewetki |